# Stanisław Lachowicz (burmistrz)
Stanisław Lachowicz – burmistrz Jaworowa.
Sprawował urząd burmistrza co najmniej do 1914. W tym czasie jednocześnie był członkiem Rady c. k. powiatu jaworowskiego wybrany z grupy gmin miejskich jako właściciel dóbr i pełnił funkcję członka wydziału. Był delegatem Rady powiatowej do Rady Szkolmnej Okręgowej. W Jaworowie był właścicielem apteki.
W lutym 1914 otrzymał honorowe obywatelstwo honorowe Jaworowa.